# Julien Hervier
Julien Hervier, né le 27 décembre 1935, est un germaniste et critique littéraire français. 

## Biographie
Élève de l'École normale supérieure (promotion 1957), il devient chargé de cours de français à l'Université libre de Berlin en 1960. Après avoir été reçu à l'agrégation des Lettres modernes, il effectue son service militaire en 1962-1963 à Saint-Maixent, puis au Mans au 2e RIMA. À partir de 1964, il a enseigné la littérature comparée à la faculté des lettres de Poitiers, jusqu'en juin 2004 où il a pris sa retraite en tant que professeur de classe exceptionnelle. 
Il a notamment traduit des œuvres de Friedrich Nietzsche, de Martin Heidegger et d'Ernst Jünger. 
Il a dirigé l’édition en Pléiade des Journaux de guerre d’Ernst Jünger. Dans la même collection, il participe aux travaux d'édition des Romans, récits, nouvelles de Pierre Drieu la Rochelle, dont il s'est attaché à publier et réhabiliter l'œuvre.

## Œuvres
- Deux individus contre l'histoire : Drieu La Rochelle et Ernst Jünger, Klincksieck, Paris, 1978 (nouvelle édition revue, corrigée et augmentée d'une postface, Eurédit, Paris, 2010), 485 p. Prix Strasbourg 1979.  (ISBN 2-252-02020-2)
- Entretiens avec Ernst Jünger, Gallimard, coll. « Arcades », Paris, 1986, 161 p. (rééd. 2003).
- Jünger und Frankreich - eine gefährliche Begegnung, entretiens parisiens avec Alexander Pschera, avec 60 lettres d'Ernst Jünger à l'auteur, Berlin, Matthes & Seitz, 2012.
- Ernst Jünger. Dans les tempêtes du siècle, Paris, Fayard, 2014. 539 p.  (ISBN 978-2-213-64363-2)
- Drieu la Rochelle. Une histoire de désamours, Gallimard, 2018

## Traductions
- Martin Heidegger, Les hymnes de Hölderlin : “La Germanie” et “Le Rhin” (Première partie), Paris, Gallimard, 1988.
- Martin Heidegger, « Hebel. L’ami de la maison », in Questions III, Paris, Gallimard, 1966, rééd. coll. Tel, 1990.
- Hermann Hesse, Histoires médiévales, Paris, Éditions du Rocher, 1985.
- Hans Jantzen, « Structure interne de l’église gothique », in Information d’histoire de l’art, n° 3, mai-juin 1972.
- Ernst Jünger, Le Travailleur, Paris, Christian Bourgois, 1989, rééd. 2001.
- Ernst Jünger, Maxima-Minima, Paris, Christian Bourgois, 1992.
- Ernst Jünger, Sur la Douleur, Nantes, Le Passeur, 1994.
- Ernst Jünger, Les ciseaux, Paris, Christian Bourgois, 1995.
- Ernst Jünger, Le Cœur aventureux, 1929, Gallimard, 1995.
- Ernst Jünger, Soixante-dix s’efface, tome III (Journal 1981-1985), Paris, Gallimard, 1996.
- Ernst Jünger, Le Boqueteau 125, Paris, Christian Bourgois, 2000, rééd. 2008.
- Ernst Jünger, Feu et sang : Bref épisode d'une grande bataille, Paris, Christian Bourgois, 2003.
- Ernst Jünger, Soixante-dix s’efface, tome IV (Journal 1986-1990), Paris, Gallimard, 2002.
- Ernst Jünger, Soixante-dix s’efface, tome V (Journal 1991-1996), Paris, Gallimard, 2004.
- Ernst Jünger, Trois chemins d'écolier : Tardive vengeance, Paris, Christian Bourgois, 2005.
- Ernst Jünger – Martin Heidegger, Correspondance 1949-1975, Paris, Christian Bourgois, 2010.
- Ernst Jünger, Carnets de guerre 1914-1918, Paris, Christian Bourgois, 2014.
- Ernst Jünger, Sur les otages, Les Belles Lettres, 2015.
- Ernst Jünger, Lettres du front à sa famille, 1915-1918, Paris, Christian Bourgois, 2016.
- Reinhard Lettau, Manig fait son entrée, U. G. E., coll. 10/18, 1964.
- Friedrich Nietzsche, Aurore : Pensées sur les préjugés moraux, Paris, Gallimard, (Œuvres philosophiques IV) ; coll. « Idées », 1974 ; coll. « Folio-Essais », 1989.
- Friedrich Nietzsche, Fragments posthumes, automne 1885-automne 1887, Paris, Gallimard, (Œuvres philosophiques XII)
- Robert Walser, Rêveries et autres petites proses, Nantes, Le Passeur, 1996.

## Éditions
- Pierre Drieu la Rochelle, Journal 1939-1945, Paris, Gallimard, 1992.
- Pierre Drieu la Rochelle, Correspondance avec André et Colette Jéramec, Paris, Gallimard, 1993.
- Pierre Drieu la Rochelle,  Notes pour un roman sur la sexualité, Paris, Gallimard, 2008.
- Pierre Drieu la Rochelle, Textes politiques (préface), Paris, Krisis, 2009.
- Pierre Drieu la Rochelle/Victoria Ocampo, Lettres d'un amour défunt, Paris, Editorial SUR et Bartillat, 2009. Prix Sévigné 2010
- Pierre Drieu la Rochelle, Romans, récits, nouvelles*(chronologie, La comédie de Charleroi, Mémoires de Dirk Raspe), Paris, Gallimard, coll. Bibliothèque de la Pléiade, 2012.
- Pierre Drieu la Rochelle, Le jeune Européen et autres écrits de jeunesse, Paris, Bartillat, 2016.
- Revue de Littérature Comparée, numéro spécial « Gaston Bachelard», n° 230, avril-juin 1984.
- Revue de Littérature Comparée, numéro spécial « Ernst Jünger », n° 284, oct-déc. 1997.
- Ernst Jünger, Journaux de guerre : Tome 1, 1914-1918 ; tome 2, 1939-1948,  2008.
- Victoria Ocampo, Drieu, Avant-propos et notes, Paris, Bartillat, 2007.